# حمام المسخوطين
حمام المسخوطين أو حمام دباغ أو حمام الشلالة يقع على بعد 25 كلم من ولاية قالمة في الجزائر، ويجد العديد من المرضى العلاج الطبيعي التقليدي في هذه الحمامات المعدنية المنتشرة في الجزائر، يتميز الحمام بالهدوء والجمال والمنظر الطبيعي الخلاب، وهو مشهور عالميًا لكونه منطقة سياحية فريدة جدًا ويقع في مكان رائع يمكن للناس التجول في أرجائه لأن مياهه تجري على مجرى صغير متصل بالجبل الكلسي، ومياهه الطبيعية تنبعث من باطن الأرض من درجة حرارة 96 درجة مئوية وتتجاوز 6500 لتر في الدقيقة الواحدة، ولهذا فهي ساخنة جدًا، وقد حصلت على المرتبة الثانية عالميًا من حيث درجة الحرارة بعد براكين آيسلندا.[بحاجة لمصدر] ويعتبر في الوقت نفسه شلالا لأنه يأتي على شكل مياه متدفقة ساخنة.

## أصل التسمية
يعود أصل كلمة المسخوطين إلى أسطورة قديمة تروي أن الصخور المتواجدة في منطقة الحمام والمتصاعدة بجانب الشلالات هي عبارة عن أشخاص مُسخوا حجارًا بسبب كفرهم وتعديهم على حدود الله وذلك عندما حاول الأمير «سيدي أرزاق» الزواج من أخته مما أدى إلى غضب الله عليه، فقام بتحويل العروسين والمدعوين إلى حجارة تتدفق منها المياه المعدنية.
يرجع علماء الآثار اسم الحمام إلى العهد العثماني حينما استغل الناس مياه هذا الحمام لعلاج الأمراض والأوجاع، وقد حاولت بعض السلطات تغيير اسم الحمام لحمام دباغ، ولكن سكان قالمة الأصليين وحتى الزوار لا زالوا متشبثين بتسمية «المسخوطين».